# Coleophora ribasella
Coleophora ribasella is een vlinder uit de familie kokermotten (Coleophoridae). De wetenschappelijke naam is voor het eerst geldig gepubliceerd in 1982 door Giorgio Baldizzone.
De soort komt voor in Europa.